# Шапира, Яаков Шимшон
Яаков-Шимшон Шапира (ивр. יעקב-שמשון שפירא‎, 4 ноября (22 октября) 1902 года, Елисаветград, Российская Империя — 14 ноября 1993 года) — израильский общественный и политический деятель, депутат Кнессета 2-го, 3-го и 7-го созыва, 8-й министр юстиции Израиля (1966—1973).

## Биография
Родился в Елисаветграде (сейчас Кропивницкий, Украина). Учился в ешиве в Лиде, в университете Харькова на медицинском факультете и в школе юриспруденции в Иерусалиме, где получил звание адвоката. Был активистом социально-сионистского движения в России и отказником в 1923—1924 гг. В 1924 г. репатриировался в Эрец-Исраэль, прошёл обучение в Иерусалимской юридической школе.
Член группы «Ха-Маавар» по «завоеванию труда» в Петах-Тикве. Был рабочим на цитрусовых плантациях в Петах-Тикве, затем — секретарем партии «Ахдут ха-Авода» в Иерусалиме. В 1934 г. переехал в Хайфу где занимался адвокатской практикой. После создания государства Израиль был назначен главным директором Министерства юстиции.
В 1948 г. первым занимал пост юридического советника правительства, в 1948—1950 гг. — Генеральный прокурор Израиля.
Свою политическую карьеру он начал в августе 1951 г. с избрания в состав Кнессета, представлял интересы партии «МАПАЙ». В 1966—1973 гг. — Министр юстиции государства Израиль. На этом посту он выступал против аннексии Восточного Иерусалима после Шестидневной войны. В начале 1969 г. Верховный суд Израиля подчеркнул «временный характер» поселений, которые уже были созданы в то время, и заявил, что это не является нарушением международного права. При этом министр юстиции в действие формулу, согласно которой израильские вооруженные силы освободили значительные части страны Израиль от ига иностранцев и что "правовая концепция Государства Израиль всегда основана на принципе, согласно которому право, прецедентное право и управление Государства Израиль применяется во всех частях страны, которые фактически находятся под контролем государства. Подал в отставку в знак протеста против отклонения премьер-министром Голдой Меир его предложения об отставке министра обороны Моше Даяна после Войны Судного дня.

## Деятельность вКнессете

### Каденция в Кнессете
- Кнессет 2-го созыва: 20 августа 1951 — 15 августа 1955 (от партии рабочих в Эрец-Исраэль (МАПАЙ)
- Кнессет 3-го созыва: 15 августа 1955 — 14 ноября 1955 (Неполная каденция) (от партии рабочих в Эрец-Исраэль (МАПАЙ)
- Кнессет 7-го созыва: 17 ноября 1969 — 21 января 1974 (от партии Маарах)

### Должности в комиссиях
- Кнессет 2-го созыва: Член комиссии Кнессета
- Кнессет 3-го созыва: Член законодательной комиссии